# Leiopus shibatai
Leiopus shibatai är en skalbaggsart som beskrevs av Hayashi 1974. Leiopus shibatai ingår i släktet Leiopus och familjen långhorningar.
Artens utbredningsområde är Taiwan. Inga underarter finns listade i Catalogue of Life.